# Îles Hinako
Les îles Hinako en Indonésie sont un archipel de 8 îles au large de la côte occidentale de Nias. Les principales îles sont Hinako proprement dite, qui a une superficie de 32 km², Bawa et Asu.
Fin 2005, leur population était d'un peu plus de 1 600 habitants. Administrativement, les îles font partie du kabupaten de Nias du Sud dans la province de Sumatra du Nord.

## Tourisme
Les îles Hinako offrent quelques spots de surf.